# Héctor Leyva
Héctor Miguel Leyva Carías (1963, Honduras) es un editor, crítico literario, académico e investigador de literatura de Honduras de nacionalidad hondureña.

## Biografía
Graduado de la Universidad Nacional Autónoma de Honduras, Leyva Se doctoró cum laude en 1996 en la Universidad Complutense de Madrid, gracias con su trabajo Narrativa de los procesos revolucionarios centroamericanos (1960-1990). Se convirtió en miembro de la red académica internacional Istmo, la cual es una revista de estudios literarios y culturales relativos a Centroamérica. Laboró como consultor de la UNESCO, y ha formado parte de los equipos de investigación de los Informes nacionales y regionales de desarrollo humano del PNUD. También laboró como docente en la Universidad Nacional Autónoma de Honduras. Actualmente se dedica a la edición de obras publicadas por autores hondureños.

## Obras
- Documentos para la historia de la cultura en la Honduras colonial (1989)[3]
- Documentos coloniales de Honduras (1992)[4]
- Narrativa de los procesos revolucionarios centroamericanos (1960-1990) (1996)
- Tradición y literatura oral tawahkas (2000)[5]
- Aproximación a la noción de sociedad civil y su importancia para la consolidación de la democracia (2001)[6]
- Análisis crítico de la prensa hondureña (1996-2000) (2002)[7]
- El fatalismo en la literatura y en la cultura de Honduras (2003)[8]
- De la crítica de la cultura a la construcción de un proyecto histórico (2003)[9]
- Las luces del cielo y El mosqueador añadido (2006)
- José Antonio Domínguez Obra poética escogida de sus manuscritos (1885-1902) (2008)
- Imaginarios (sub) terráneos: Estudios literarios y culturales de Honduras (2009)

## Premios y reconocimientos
- 2006 - Mención de Honor en el Premio Andrés Bello Memoria y Pensamiento Iberoamericano.